# Odprto prvenstvo Avstralije 1970
Odprto prvenstvo Avstralije 1970 je teniški turnir, ki je potekal med 19. in 27. januarjem 1970 v Sydneyju.

## Moški posamično
Arthur Ashe :  Dick Crealy, 6–4, 9–7, 6–2

## Ženske posamično
Margaret Court :  Kerry Melville Reid, 6–1, 6–3

## Moške dvojice
Robert Lutz /  Stan Smith :  John Alexander /  Phil Dent, 8–6, 6–3, 6–4

## Ženske dvojice
Margaret Court /  Judy Tegart Dalton :  Karen Krantzcke /  Kerry Melville Reid, 6–1, 6–3